# I-See-You.Com
I-See-You.Com ist eine US-amerikanische Komödie aus dem Jahr 2006, welche die moderne Internetwelt und Fernsehformate wie Big Brother parodiert. 

## Handlung
Der Verkäufer Harvey Bellinger und die Börsenmaklerin Lydia Ann Layton leben in zweiter Ehe mit ihren Kindern Colby Allen und Audrey Bellinger in wohlhabenden Verhältnissen in einer Villa und genießen ihr Leben in vollen Zügen. Doch als Harvey seinen Job verliert und Lydia sich an der Börse verspekuliert, droht ihnen die Pleite. Colby kommt eine Idee: Er stattet die gesamte Villa – ohne das Wissen seiner Eltern und seiner Schwester – mit Kameras aus und stellt das Familienleben gegen Gebühr ins Internet. Was anfangs nur als kleiner Nebenverdienst geplant war, entwickelt sich nach kurzer Zeit zu einem sehr einträglichen Geschäft. Insbesondere durch die freizügige Audrey erlangt die Website mehr und mehr Aufmerksamkeit. Die Familie wird schließlich so bekannt, dass sich die Aktion nicht mehr geheim halten lässt und Colby seiner Familie alles beichten muss. Zunächst ist der Schock groß, aber Colby kann sie schließlich durch das hohe Einkommen davon überzeugen, die Website weiterhin zu betreiben.
Nachdem die Quoten anfänglich sinken, da sich die Familie erkennbar unnatürlich verhält, beschließen sie, weitere „Familienmitglieder“ zu integrieren. Zunächst einen angeblichen gutaussehenden italienischen Austauschstudenten namens Ciro, dann eine attraktivere (Schein-)Freundin für Colby. Das Konzept scheint aufzugehen und die Quoten steigen wieder. Jedoch verlieben sich Mutter und Tochter in Ciro. Es geht schließlich nur noch um die Quote und so verlieren sich die Familienmitglieder in ihren Rollen und sind nicht mehr sie selbst.

## Kritiken
„Auswüchse der schönen neuen Medienwelt vom Big-Brother-Container über revolutionäre Voyeurtechniken bis zur Promipeepshow im Internet werden zitiert und einmal durch den lauwarmen Kakao gezogen in einer zuweilen ungezwungen klamaukhaften, jederzeit amerikanisch prüden Gesellschaftssatire um eine öffentliche Familie und ihre kreativen Amokläufe. Hauptdarsteller Beau Bridges trägt die Geschichte in Rückblicken einer Bewährungskommission vor, und Rosanna Arquette überlässt die Nacktauftritte mittlerweile einem Body Double. Nicht allzu anspruchsvolle Spaßvögel liegen richtig.'“